# Pseudolagarobasidium
Pseudolagarobasidium is een geslacht in de familie Cerrenaceae. De typesoort is Pseudolagarobasidium leguminicola.

## Soorten
Volgens Index Fungorum telt het geslacht elf soorten (peildatum maart 2022):
| Soortnaam                           | Auteur(s)                                      | Publicatiejaar |
| ----------------------------------- | ---------------------------------------------- | -------------- |
| Pseudolagarobasidium acaciicola     | Ginns                                          | 2006           |
| Pseudolagarobasidium baiyunshanense | M.L. Han, L.S. Bian & Q. An                    | 2021           |
| Pseudolagarobasidium belizense      | Nakasone & D.L. Lindner                        | 2012           |
| Pseudolagarobasidium calcareum      | (Cooke & Massee) Sheng H. Wu                   | 1990           |
| Pseudolagarobasidium conspicuum     | (Pouzar) Nakasone                              | 2015           |
| Pseudolagarobasidium leguminicola   | J.C. Jang & T. Chen                            | 1985           |
| Pseudolagarobasidium modestum       | (Berk. ex Cooke) Nakasone & D.L. Lindner       | 2012           |
| Pseudolagarobasidium pronum         | (Berk. & Broome) Nakasone & D.L. Lindner       | 2012           |
| Pseudolagarobasidium pusillum       | Nakasone & D.L. Lindner                        | 2012           |
| Pseudolagarobasidium subvinosum     | (Berk. & Broome) Sheng H. Wu                   | 1990           |
| Pseudolagarobasidium venustum       | (Hjortstam & Ryvarden) Nakasone & D.L. Lindner | 2012           |